# Усть-Борсук
Усть-Борсу́к (рос. Усть-Барсук) — село у складі Вікуловського району Тюменської області, Росія.
Населення — 54 особи (2010, 75 у 2002).
Національний склад станом на 2002 рік:
- росіяни — 78 %